# Joseph Mitchell (Journalist)
Joseph Mitchell (* 27. Juli 1908 in Fairmont, North Carolina; † 24. Mai 1996 in New York City) war ein US-amerikanischer Journalist und Schriftsteller und schrieb u. a. für den New Yorker. Er wurde bekannt durch seine sorgfältig geschriebenen Porträts vom Exzentriker bis hin zu Menschen am Rande der Gesellschaft, insbesondere in und um New York City.

## Leben
Mitchell wurde auf der Farm seiner Großeltern mütterlicherseits in der Nähe von Iona, North Carolina geboren, als Sohn von Averette Nance und Elisabeth A. Parker Mitchell. Das Familienunternehmen, welches im Baumwoll- und Tabakhandel tätig war, ermöglichte der Familie, Mitchell während seines ganzen Lebens zu unterstützen. Mitchells letztes Werk „Joe Gould’s Secret“ (1964) prophezeite auch die letzten Dekaden seines eigenen Lebens. Von 1964 bis zu seinem Tod im Jahre 1996 ging Mitchell täglich in sein Büro, veröffentlichte aber nie wieder etwas so Erfolgreiches. In Erinnerung an Mitchell veröffentlichte sein Kollege Roger Angell im New Yorker vom 10. Juni 1996 folgendes: „Jeden Morgen, er trat aus dem Fahrstuhl in einen Gedanken versunken, nickte stumm, wenn du ihm entgegenkamst und schloss sich in seinem Büro ein. Zur Mittagszeit tauchte er dann wieder auf, immer seinen braunen Filzhut auf dem Kopf und seinem gelbbraunen Regenmantel; anderthalb Stunden später kehrte er das Vorgehen um und schloss sich wieder hinter seiner Tür ein. Von innen war nicht viel Tipparbeit zu hören, und Menschen die er in sein Büro ließ, berichteten, dass sein Schreibtisch bis auf Papier und Bleistifte vollkommen leer war. Am Ende des Tages ging er nach Hause. Manchmal, wenn er am Abend im Aufzug stand, hörte ich ihn leise seufzen, aber er beklagte sich nie und erklärte das nie.“
1970 wurde er in die American Academy of Arts and Letters gewählt.
Er starb im Alter von 87 Jahren im Columbia Presbyterian Medical Center in Manhattan an Krebs. Im Jahr 2008 wählte die Library of America seine Geschichte „Execution“ für die Aufnahme in ihre Zwei-Jahrhundert-Retrospektive über das Wahre Verbrechen Amerikas.

## Werke
- My Ears Are Bent. 1938
- McSorley's Wonderful Saloon. 1943
- Old Mr. Flood. 1948
- The Bottom of the Harbor. 1959
- Joe Gould's Secret. 1965, dt. Joe Goulds Geheimnis. (Üb. Eike Schönfeld), HC: Kiepenheuer & Witsch, ISBN 3-462-02889-8 und TB: Goldmann, München 2002, ISBN 3-442-45013-6.
- Up in the Old Hotel and Other Stories. (eine 1992 veröffentlichte Sammlung die McSorley's Wonderful Saloon, Old Mr. Flood, The Bottom of the Harbor, sowie Joe Gould's Secret. und einige weitere Erzählungen enthält)
- McSorley's Wonderful Saloon: New Yorker Geschichten. (Üb. Sven Koch, Andrea Stumpf), Diaphanes, Zürich 2011, ISBN 978-3-03734-141-4.
- Zwischen den Flüssen: New Yorker Hafengeschichten. (Üb. Sven Koch, Andrea Stumpf), Diaphanes, Zürich 2012, ISBN 978-3-03734-183-4.
- Street Life: Erinnerungen aus der Stadt meines Lebens (Üb. Sabine Schulz), Diaphanes, Zürich 2021, ISBN 978-3-0358-0422-5.

## Filme
- Stanley Tucci (Regie): Joe Goulds Geheimnis, Kinowelt Home Entertainment, München 2001 (Videokass., VHS, 103 Min.)

## Belege
1. ↑  Diaphanes Autorenprofil Joseph Mitchell
2. ↑  Members: Joseph Mitchell. American Academy of Arts and Letters, abgerufen am 15. April 2019.

| Personendaten    | Personendaten                                   |
| ---------------- | ----------------------------------------------- |
| NAME             | Mitchell, Joseph                                |
| KURZBESCHREIBUNG | US-amerikanischer Journalist und Schriftsteller |
| GEBURTSDATUM     | 27. Juli 1908                                   |
| GEBURTSORT       | Fairmont (North Carolina), North Carolina       |
| STERBEDATUM      | 24. Mai 1996                                    |
| STERBEORT        | New York City, New York (Bundesstaat)           |